# Henri-Horace Roland Delaporte
Pour les articles homonymes, voir Delaporte.
Henri-Horace Roland Delaporte ou de La Porte, né vers 1724 à Paris où il est mort le 23 novembre 1793, est un peintre français de fleurs et de natures mortes.

## Biographie
Élève de Jean-Baptiste Oudry, Delaporte s’est fait une spécialité de natures mortes dans le genre des animaux et des fruits et de trompe-l’œil. Le 26 novembre 1763, il est reçu à l’Académie royale de peinture et de sculpture comme peintre d’animaux et de fleurs, avec Vase de lapis, sphère et instruments de musique comme morceau de réception.

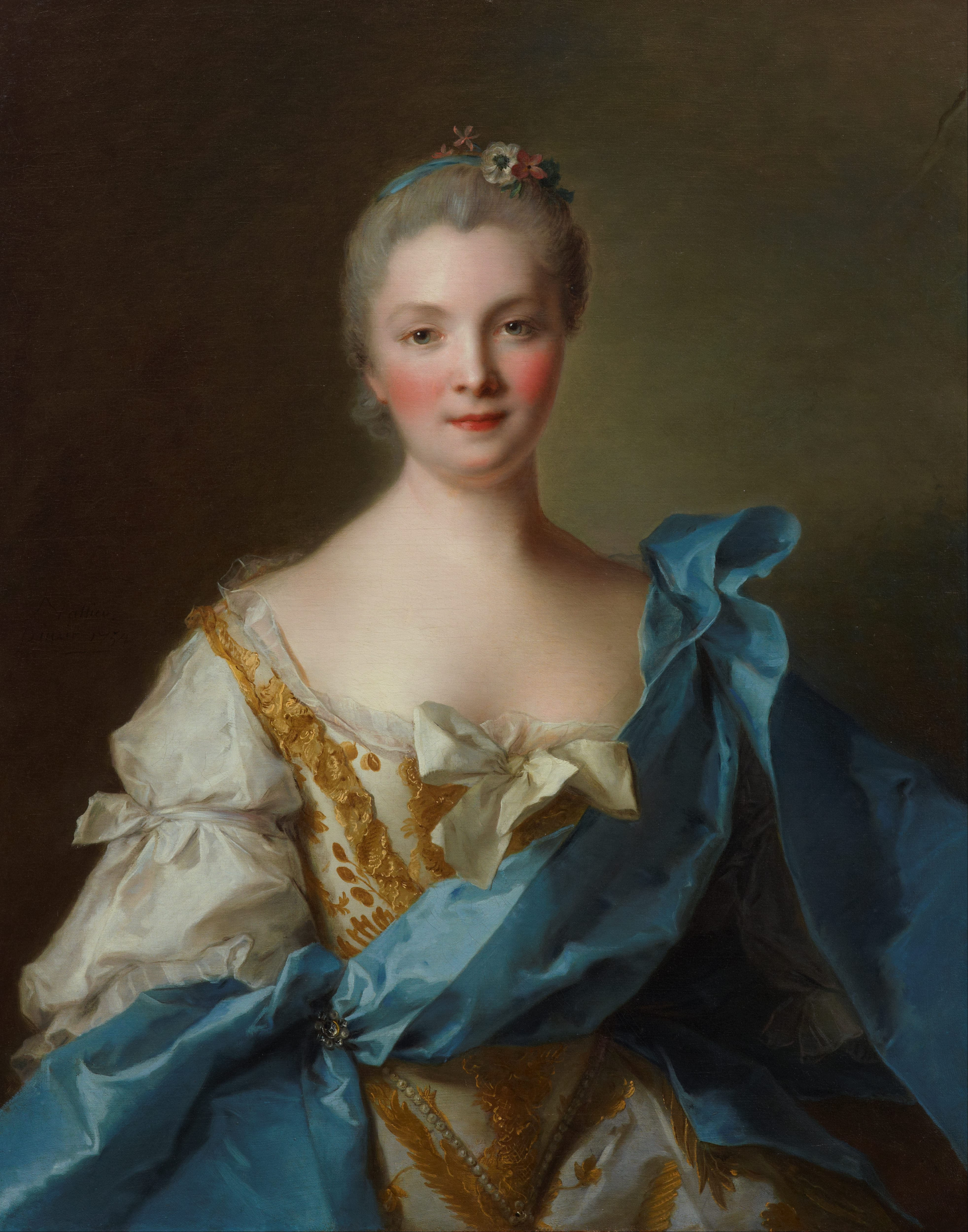
Portrait de Madame de La Porte
1754 par Jean-Marc Nattier
Art Gallery of New South Wales
Sydney.

Peignant de nombreuses natures mortes aux instruments de musique, il expose très fréquemment au Salon de 1761 à 1789. La proximité de son style avec celui de Chardin a été une source d’erreurs d’attribution. On lui a, ainsi, attribué le Trophée militaire, avec un tambour et une trompette de Jeaurat de Bertry. En revanche, en 1928, un article intitulé « Roland de la Porte sosie de Chardin » relança l’intérêt pour son œuvre. Acheté du vivant de l’artiste à Paris pour Karoline Luise, margrave de Bade, ce tableau fut déjà, à la mort de celle-ci, catalogué comme de Chardin. En dépit de l’austérité de sa conception, la peinture de Delaporte n’a, en effet, rien du caractère rêche et pâteux du maitre ; sa manière se rapproche plus de celle d’un Desportes. Depuis, l’érudition moderne a poursuivi sa différenciation d’avec Chardin. Pour Michael Levey, Delaporte a tenté quelque chose de très différent dans le thème et la technique avec le Petit Oranger. Selon lui, il est, à certains égards, plus naturaliste que Chardin, et ses représentations de plantes sont un sujet que n’a pas traité par Chardin, quelque peu étranger à la préoccupation humaine prononcée de ses natures mortes. En 1788, Bachaumont écrit, dans ses Mémoires secrets, « Je pourrois, Monsieur, vous compter presqu’au rang des nouveaux-venus un Peintre, le Doyen des Académiciens sur le livret, mais qui n’avoit pas exposé depuis 1773. C’est une espece de régénération, d’inauguration nouvelle : il s’agit de M. Roland de la Porte. Pourquoi Vous dissimuler que frappé de vertiges pendant quinze ans, il étoit resté dans une inaction absolue : revenu tout-à-coup de cet état, comme d’un long rêve, son talent ne s’en est point trouvé affaibli ; il produit encore les mêmes illusions que ci-devant. Son Crucifix imitant le relief, sa petite Collation, ses Instrumens de Musique attirent la multitude tout autant qu’autrefois. »

## Réception

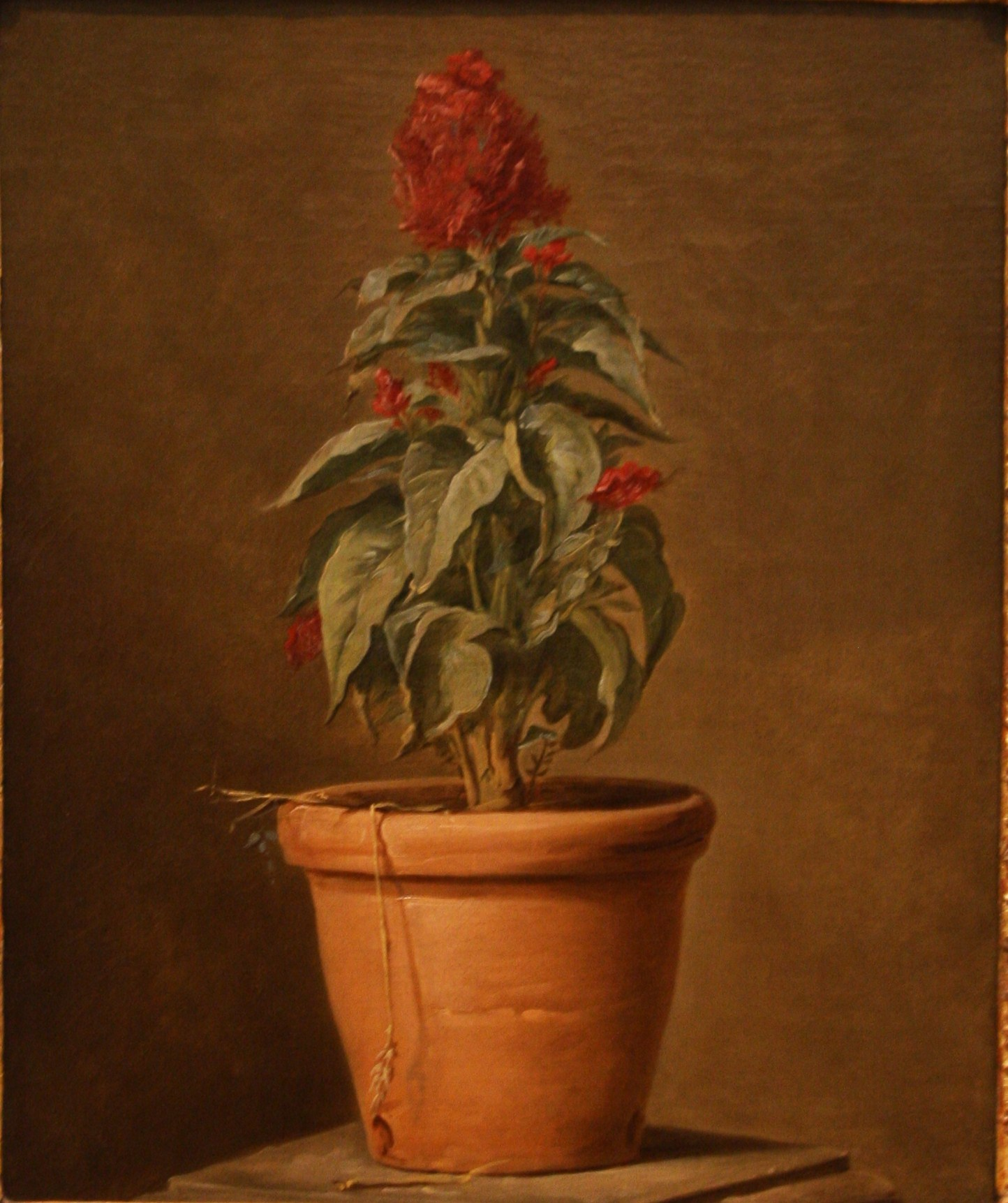
Un pot de plante, Stockholm, Nationalmuseum.

Diderot a d’abord été assez indulgent à l’égard de Delaporte. En 1761, il écrit que « Les tableaux de fruits de M. de la Porte ont paru d’une grande vérité et d’un beau fini. » La même année, il a ce commentaire au sujet d’un de ses trompe-l’œil : « on fait cas d’un Crucifix peint en bronze par M. Roland de la Porte, et en effet ce Crucifix est beau. Il est tout à fait hors de la toile. Le bronze s’éclaire d’une manière propre au métal que le peintre a rendu parfaitement ; il y a toute l’illusion possible ; mais il faut avouer aussi que le genre est facile, et que des artistes d’un talent médiocre d’ailleurs y ont excellé. » En 1765, sa critique se fait plus sévère : « dites à ceux qui passent devant Roland de La Porte sans s’arrêter, qu’ils n’ont pas le droit de regarder Chardin. Ce n’est pourtant ni la touche, ni la vigueur, ni la vérité, ni l’harmonie de Chardin ; c’est tout contre, c’est-à-dire à mille lieues et à mille ans. C’est cette petite distance imperceptible, qu’on sent et qu’on ne franchit point. Travaillez, étudiez, soignez, effacez, recommencez, peines perdues. La nature a dit : Tu iras là, jusque là, et pas plus loin que là. Il est plus aisé de passer du pont Notre Dame à Roland de La Porte, que de Roland de La Porte à Chardin. » Pourtant, la même année, Rousseau de Toulouse note, dans son Journal encyclopédique : « Le tableau de Mr. Roland de la Porte qui représente le portrait du Roi en médaillon, fait une si forte illusion, que de près, on doute encore si c’est une superficie ou un relief. Dans un autre tableau du même, on voit des asperges et un chaudron; il est difficile de ne pas s’y tromper : !es portraits sont moins heureux. » En 1769, le n° 37 de l’hebdomadaire l’Avantcoureur note encore que « M. Roland de la Porte s’applique, nous pourrions même dire, se joue également, que M. Chardin, à tromper les yeux les plus exercés et les plus en garde, par des imitations d’après nature. Le désordre d’un cabinet et plusieurs autres tableaux de fruits, de fleurs, d’objets variés font rendus d’une touche si vraie, et même si naïve que l’on est tenté de s’assurer par le tact de ce qu’on voit, ou de ce qu’on croit voir. »

## Œuvres choisies
- Nature morte à la vielle, vers 1760, huile sur toile, 80 × 101 cm, Musée des beaux-arts de Bordeaux [11]
- L'Oranger, vers 1762-1763, Staatliche Kunsthalle Karlsruhe
- Vase de lapis orné de bronze et musette à soufflet, 1763 (morceau de réception), 102 × 82 cm, musée du Louvre, Paris[12]
- Apprêts d’un déjeuner rustique, 1763, Paris, musée du Louvre département des Peintures ;
- Nature morte aux instruments de musique, 1765, huile sur toile, 129 × 87 cm, Musée du Château de Blois[13]
- La Petite Collation ou Nature morte a la carafe d’orgeat, 1787, 37 × 46 cm, musée du Louvre, Paris[14]
- Le Panier d’œufs, 1788, 38 × 48 cm, musée du Louvre, Paris[15]
- Nature morte au potiron et aux champignons, Rouen, musée des beaux-arts
- Une plante en pot, Stockholm, Nationalmuseum
- Nature morte aux fruits et au pain, Rotterdam, musée Boijmans van Beuningen